# Барокна музика
Барокна музика означава епоху у историји класичне музике, која траје од позне ренесансе почетком 17, до средине 18. века.
Почетак барокне музике означава стваралаштво Клаудија Монтевердија. Једна од уобичајених потподела ове епохе је:
- Рани барок (од око 1600, до око 1650), под италијанском доминацијом;
- Врхунац барока (од око 1650, до око 1710), када су доминирали француски утицаји;
- Касни барок (од око 1710, до 1750), са тенденцијом развоја регионалних стилова.

У општој култури, за бароком је следила епоха рококоа; у музици од 1730-их почиње да доминира такозвани осећајни стил. Често се за крај епохе барокне музике узима година смрти Јохана Себастијана Баха, то јест 1750. Од 1780-их почиње музичко-историјски период бечких класичара.

## Карактеристике
Почетком 18. века јављају се у музици феномени које обележавају ново доба. То су појава монодије (соло мелодије са пратњом), континуа и нови жанрови опере и ораторијума.

### Музичке форме
Одраз естетике овог доба био је у значају који је даван музичкој форми, а који је био бар равноправан садржини. У периоду барока развила се инструментална музика која је раније била искључиво везана за песме. Ово је видљиво у концертима у којима се звукови музичких инструмената преплићу попут људских гласова у ранијој музици. Тако су настали кончерти гроси, соло концерти (кончертино), и хорски концерти. Друге значајне музичке форме барока биле су: пасакаља, чаконе, сарабанда, гигу, менует, увертира, фуга, соната, кантата и пасија.

#### Опера
Опере су биле популарне у доба барока. Барокне опере су представљале скуп увертира, свита, менуета и других форми. По садржају се деле на шаљиве опере (opera buffa) и доминантнији жанр: озбиљне опере (opera seria). Озбиљне опере су приповедале стилизоване приче о херојима у низовима соло рецитатива и арија. Улогу хероја обично је имао певач кастрато гласа, који је имао пуно прилике да искаже своју виртуозност. Чувени певачи 18. века били су: Фаринели, Сенесино и сопран Фаустина Бордони. Италијанска опера и њени либрети су се наметнули у целој Европи.

### Инструменти
Многи музички инструменти који су данас у употреби настали су у доба барока. Барокне форме ових инструмената се по звуку разликују од својих наследника. У то доба је идеал био да инструменти подсећају на људски глас. Гудачки инструменти (рецимо барокна виолина), али и дрвени дувачки инструменти су звучали тише и мање звонко, али са мекшом бојом тона.
У доба барока је нестала велика разноврсност музичких инструмената која је постојала у ренесанси. Блок флаута се користи као соло инструмент и истискује попречну флауту. Тршчани ренесансни инструменти су потпуно нестали. Од шалмаја се развио тиши инструмент, данашња обоа. Дулцијан и ранкет, који су још коришћени у доба раног барока, заменио је фагот. Међу лименим дувачким инструментима, појавили су се тромбон и рог. Рог је касније потиснула барокна труба и виолина. Код гудача, нестале су лире, ребеци и инструменти „да гамба“, а заменила их је породица виолинских инструмената. Харфа и лаута су задржане, али су унапређене. У Италији се од мандоре развила мандолина. Од удараљки из доба ренесансе задржали су се једино тимпани. Цимбала су се појавила у Саксонији и Италији (под именом Салтерио), и делом проширили по Европи. За француску барокну музику је карактеристична употреба неких старих инструмената, попут оргуљица или гајди.
У бароку се стандардизују оркестри, засновани на гудачким инструментима појачаним дувачима, и тиме истискују произвољне музичке саставе карактеристичне за ренесансу. Први значајни барокни оркестри формирали су се у Дрездену и Варшави.
Инструменти са клавијатурама, попут чембала и оргуља, доживели су експанзију, јер су механичка унапређења значајно увећала њихов регистар.